# Gmina Lunik
Gmina Lunik (alb. Komuna Lunik) – gmina  położona w środkowej części Albanii. Administracyjnie należy do okręgu Librazhd w obwodzie Elbasan. W 2011 roku populacja gminy wynosiła 2621 w tym 1281 kobiety oraz 1340 mężczyzn, z czego Albańczycy stanowili 97,71% mieszkańców.
W skład gminy wchodzi siedem miejscowości: Lunik, Prevallë, Dranovicë, Kostenjë, Letem, Zgosht, Koshorisht.